# Carex heteroneura
Carex heteroneura är en halvgräsart som beskrevs av Sereno Watson. Carex heteroneura ingår i släktet starrar, och familjen halvgräs.

## Underarter
Arten delas in i följande underarter:
- C. h. brevisquama
- C. h. epapillosa
- C. h. heteroneura